# 내가 뽑은 인기가요
내가 뽑은 인기가요는 MBC의 가요프로그램이다.

## 진행자
- 김홍신